# Cops (cortometraje)
Cops es un cortometraje mudo estadounidense de 1922 dirigido por Edward F. Cline y Buster Keaton. La cinta es protagonizada por el propio Keaton, y cuenta con las actuaciones de Joe Roberts y Virginia Fox. La trama gira en torno a un joven que debido a una serie de malentendidos termina siendo perseguido a través de la ciudad por un grupo de policías.
El cortometraje, de carácter kafkiano, fue filmado durante el juicio contra Roscoe Arbuckle, una circunstancia que pudo haber influido en el tono desesperanzador del cortometraje.

## Trama
Un joven (Buster Keaton) está enamorado de la hija del alcalde (Virginia Fox), pero ella le dice que no se casará con él hasta que se convierta en un exitoso empresario. Minutos después, el joven choca con un hombre que espera un taxi en la calle y le hace caer la billetera. En el incidente, el protagonista se queda con el dinero de la billetera y se marcha en el taxi, dejando allí al hombre, quien resulta ser el jefe de policía (Joe Roberts).
Al ver la cantidad de dinero que tiene, otro hombre engaña al joven y le vende una pila de muebles que se amontonan en la calle, diciéndole que son suyos y que necesita el dinero para poder mantener a su familia que ha sido desalojada. El protagonista acepta comprar los muebles, con el objetivo de venderlos y transformarse en un exitoso empresario.
Sin embargo, la pila de muebles pertenece a una familia que se está mudando de casa, y que cree que el protagonista es la persona encargada de llevar sus cosas al nuevo hogar. Después de que la familia lo ayuda a cargar las pertenencias a una carreta, el joven conduce el vehículo a través de las calles de la ciudad. En su trayecto, el protagonista pasa a golpear accidentalmente a un policía que está dirigiendo el tránsito, y termina interrumpiendo un desfile de policías que se está llevando ante la presencia del alcalde. Mientras esto ocurre, un terrorista lanza una bomba en medio del desfile, la que cae en manos del protagonista. El joven la arroja hacia un costado, y los policías creen que él es el responsable del ataque, por lo que lo persiguen por las calles de la ciudad.
La persecución se lleva a cabo a través de diversas calles y situaciones, y termina en la misma comisaría, donde el protagonista logra encerrar a sus perseguidores. Tras esto, el joven ve a su enamorada e intenta hablar con ella, pero la joven lo ignora. Ante este desaire, el protagonista abre la puerta de la comisaría y es atrapado por los policías.

## Reparto
- Buster Keaton - El joven
- Joe Roberts - Jefe de policía
- Virginia Fox - Hija del alcalde
- Edward F. Cline - Vagabundo
- Steve Murphy - Estafador vendiendo muebles (sin acreditar)

## Reconocimientos
En 1997, la película fue seleccionada por la Biblioteca del Congreso de Estados Unidos para su preservación en el National Film Registry, un archivo cinematográfico dedicado a la conservación de películas "cultural, histórica o estéticamente significativas".